# アンドレス・ポンセ
アンドレス・ファビアン・ポンセ・ヌニェス（Andrés Fabián Ponce Núñez、1996年11月11日 - ）は、ベネズエラ・スリア州マラカイボ出身のサッカー選手。デンマーク・スーペルリーガ・ヴェイレBK所属。ポジションはFW。

## クラブ経歴
2013年1月に、プリメーラ・ディビシオンのデポルティーボ・タチラFCでプロデビュー。2015年にセリエAのUCサンプドリアに移籍するも、トップチームに入れず、ローン移籍を繰り返すシーズンに終始した。
2018年7月27日、ロシアサッカー・プレミアリーグのFCアンジ・マハチカラと契約。8月6日にFCウファ戦で、リーグ戦初出場を果たした。
2019年6月4日、FCアフマト・グロズヌイに4年契約で移籍した。
2021年8月31日、ヴェイレBKに移籍した。

## 代表経歴
2013年にアラブ首長国連邦で開催された2013 FIFA U-17ワールドカップに、U-17のベネズエラ代表の一員として出場。2016年からフル代表に招集されている。